# Eiphosoma matogrossense
Eiphosoma matogrossense là một loài tò vò trong họ Ichneumonidae.